# Илија Столица
Илија Столица (Земун, 7. јул 1978) бивши је српски фудбалер, а садашњи фудбалски тренер.

## Играчка каријера
Столица је каријеру почео у Земуну, да би као млад фудбалер 1998. године прешао у шпанског друголигаша Љеиду. Током  2000. године потписао је за Партизан у којем је наступио на шест такмичарских утакмица. Уследио је повратак у Земун где је са 19 постигнутих голова у сезони 2001/02. био други стрелац југословенске Прве лиге. После Земуна наступао је за украјински Металург Доњецк.
У Србију се вратио 2005. године на позајмицу у ОФК Београд, да би потом у Белгији наступао за Сент Тројден и Монс. Белгију је заменио Грчком када је 2009. приступио ОФИ Криту. У подгоричкој Будућности је заиграо 2010, да би пред крај каријере играо у САД за Њу Ингланд револушн и Њујорк.

## Тренерска каријера
Тренерску каријеру је почео 2014. као асистент у кадетској репрезентацији Србије, потом је радио као помоћник Зорана Милинковића у Партизану, а самостално је водио селекције Србије до 16 и 17 година.
У новембру 2016. године преузео је Вождовац. На клупи „змајева” је провео нешто више од годину дана (новембар 2016 – децембар 2017. године) и притом забележио 20 победа, 10 ремија и 16 пораза на укупно 46 утакмица. Напустио је клуб након завршетка јесењег дела сезоне 2017/18.
Дана 23. децембра 2017. преузео је новосадску Војводину. Након тек нешто више од три месеца, поднео је оставку 4. априла 2018. године. Водио је екипу на осам такмичарских утакмица, при чему је остварио учинак од две победе, два ремија и четири пораза, уз гол разлику 8:9.
У јуну 2018. године преузео је Олимпију из Љубљане. На клупи словеначког клуба се задржао тек 48 дана јер је добио отказ 31. јула 2018. године. Водио је екипу на пет утакмица и забележио једну победу, два ремија и два пораза, већ у 1. колу је испао из квалификација за Лигу шампиона, а после два кола словеначког првенства Олимпија је била на претпоследњем месту.
У октобру 2019. године је постављен за селектора младе репрезентације Србије. Под његовим вођством млада репрезентација није успела да избори пласман на Европско првенство 2021. године. У квалификационој групи за пласман на ЕП, Србија је на 10 утакмица остварила учинак од по три победе и ремија уз четири пораза, што је било довољно за четврто место, иза Русије, Пољске и Бугарске а испред Естоније и Летоније. И поред неуспеха у квалификацијама, Фудбалски савез Србије је у децембру 2020. продужио уговор са Столицом за следећи квалификациони циклус.
У јануару 2021. године је постављен на функцију вршиоца дужности селектора А репрезентације Србије, како би предводио селекцију, коју готово комплетно чине играчи из домаћег шампионата, на две пријатељске утакмице, против Доминиканске Републике 25. јануара у Санта Домингу и 31. јануара против Сједињених Америчких Држава у Орланду. Србија је оба сусрета завршила резултатом 0:0.
У априлу 2021. године, Столица је смењен са места селектора младе репрезентације Србије.
Дана 9. јуна 2022. године постављен је за тренера ФК Партизан. Са те позиције је смењен 11. августа исте године. Столица је на клупи Партизана уписао само једну победу у шест утакмица, било је то против екипе Јавора на старту Суперлиге Србије, када су црно-бели славили у Ивањици са 4:0. Уследио је низ неуспеха како у домаћем првенству, тако и у квалификацијама за Лигу Европе. Партизан је одиграо нерешено са Радничким у Нишу, ТСЦ-ом у Београду, након чега је поражен на гостовању Новом Пазару. У квалификацијама за Лигу Европе, Партизан је елиминисан од кипарског АЕК-а пошто је прво поражен у Ларнаки са 2:1, да би потом у Београду одиграо нерешено 2:2.
Крајем маја 2023. године постављен је за тренера словачког прволигаша Тренчина.